# Paixões estoicas
As paixões estoicas são diversas formas de sofrimento emocional no estoicismo, uma escola de filosofia helenística.

## Definição
As paixões são transcritas como pathê do grego. A palavra grega pathos era um termo abrangente que indicava uma aflição que alguém sofria. Os estoicos usaram a palavra para discutir muitas emoções comuns, como raiva, medo e alegria excessiva. Uma paixão é uma força perturbadora e enganadora na mente que ocorre devido a uma falha em raciocinar corretamente. Para o estoico Crisipo, as paixões são julgamentos avaliativos. Uma pessoa que experiencia tal emoção valorizou incorretamente uma coisa indiferente. Uma falha de julgamento, alguma falsa noção do bem ou do mal, está na raiz de cada paixão. O julgamento incorreto quanto a um bem presente dá origem ao prazer, enquanto que a luxúria é uma estimativa errada sobre o futuro. Imaginações irreais do mal causam angústia no presente ou medo no futuro.
Estes estados de sentimento são perturbações da saúde mental que perturbam o equilíbrio natural da alma e destroem o seu autocontrolo. Eles são prejudiciais porque entram em conflito com a razão correta. O estoico ideal, em vez disso, mediria as coisas pelo seu valor real, e veria que as paixões não são naturais. Estar livre das paixões é ter uma felicidade autossuficiente. Não haveria nada a temer – pois a irracionalidade é o único mal; não há motivo para raiva – pois os outros não podem prejudicar-te.

## Paixões primárias
Os estoicos, começando com Zenão, organizaram as paixões em quatro títulos: angústia, prazer, medo e luxúria. Um relato das definições estoicas dessas paixões aparece no tratado On Passions de Pseudo-Andronicus (trad. Long & Sedley, pág. 411, modificado):
Angústia (lupe)
A angústia é uma contração irracional, ou uma nova opinião de que algo mau está presente, na qual as pessoas acham certo estarem deprimidas.
Medo (fobos)
O medo é uma aversão irracional ou uma evitação de um perigo esperado.
Luxúria (epithumia)
A luxúria é um desejo irracional ou a busca de um bem esperado, mas na realidade mau.
Prazer (hēdonē)
O prazer é um inchaço irracional, ou uma nova opinião de que algo bom está presente, na qual as pessoas acham correto ficarem exultantes.
Duas destas paixões (angústia e prazer) referem-se a emoções atualmente presentes, e duas destas (medo e luxúria) referem-se a emoções direcionadas ao futuro. Assim, existem apenas dois estados direcionados à perspetiva do bem e do mal, mas subdivididos quanto a serem presentes ou futuros:
|     | Presente | Futuro  |
| --- | -------- | ------- |
| Bem | Prazer   | Luxúria |
| Mal | Angústia | Medo    |

## Subdivisões
Numerosas subdivisões da mesma classe foram colocadas sob o título de paixões separadas:
- Angústia: Inveja, Rivalidade, Ciúme, Compaixão, Ansiedade, Pranto, Tristeza, Perturbação, Luto, Lamento, Depressão, Vexação, Desânimo.
- Medo: Lentidão, Vergonha, Medo, Timidez, Consternação, Pusilanimidade, Perplexidade e Modéstia.
- Luxúria: Raiva, Fúria, Ódio, Inimizade, Ira, Ganância e Saudade.
- Prazer: Malícia, Arrebatamento e Ostentação.

## Bons sentimentos
O sábio (sophos) é alguém livre das paixões (apatheia). Em vez disso, o sábio experiencia bons sentimentos (eupatheia) que são lúcidos. Estes impulsos emocionais não são excessivos, mas também não são emoções diminuídas. Ao invés disso, são as emoções racionais corretas. Os estoicos listavam os bons sentimentos sob os títulos de alegria (chara), desejo (boulesis) e cautela (elabeia). Assim, se estiver presente algo que seja um bem genuíno, então a pessoa sábia experiencia uma elevação na alma – alegria (chara). Os estoicos também subdividiram os bons sentimentos:
- Alegria: Prazer, Alegria, Bom ânimo
- Desejo: Boa intenção, Boa vontade, Acolhimento, Carinho, Amor
- Cuidado: Vergonha moral, Reverência

## Obras citadas
- Annas, Julia (1994), Hellenistic Philosophy of Mind, ISBN 978-0-520-07659-4, University of California Press
- Capes, William Wolfe (1880), Stoicism, Pott, Young, & Co.
- Graver, Margaret (2007), Stoicism and Emotion, ISBN 978-0-226-30557-8, University of Chicago Press
- Inwood, Brad (1999), «Stoic Ethics», in:  Algra, Keimpe; Barnes, Johnathan; Mansfield, Jaap; Schofield, Malcolm, The Cambridge History of Hellenistic Philosophy, ISBN 978-0-521-25028-3, Cambridge University Press
- Sorabji, Richard (2000), Emotion and Peace of Mind: From Stoic Agitation to Christian Temptation, ISBN 978-0-198-25005-0, Oxford University Press
- Andronicus, "On Passions I," Stoicorum Veterum Fragmenta, 3.391. ed. Hans von Arnim. 1903–1905.
- Cicero, Marcus Tullius (1945 c. 1927). Cicero : Tusculan Disputations (Loeb Classical Library, No. 141) 2nd Ed. trans. by J. E. King. Cambridge, Massachusetts: Harvard UP.
- Long, A. A., Sedley, D. N. (1987). The Hellenistic Philosophers: vol. 1. translations of the principal sources with philosophical commentary. Cambridge, England: Cambridge University Press.